# Нір Велгрін
Нір Велгрін (нар. 17 грудня 1976) — колишній ізраїльський тенісист.
Найвищу одиночну позицію світового рейтингу — 229 місце досяг 14 жовтня 1996, парну — 163 місце — 15 березня 1999 року.

## Титули на челленджерах

### Парний розряд: (2)
| Ранг | Рік  | Турнір           | Покриття | Партнер   | Суперники                  | Рахунок       |
| ---- | ---- | ---------------- | -------- | --------- | -------------------------- | ------------- |
| 1.   | 1998 | Ахмадабад, Індія | Тверде   | Ноам Окун | Ноам Бер Еял Ран           | 3–6, 6–0, 6–4 |
| 2.   | 1999 | Колката, Індія   | Трава    | Енді Рам  | Грегорі Карраз Гійом Маркс | 2–1 (RET)     |